# キングオブコレガ
キング・オブ・コレガ王座は、コレガプロレスが管理、認定していた王座。

## 歴史
2021年7月、CPW王座を創設。8月15日、コレガプロレスコレガスタジオ大会で行われた初代王座決定バトルロイヤルラダーマッチに勝利した谷嵜なおきが初代王者になった。10月1日、選手と関係者が新型コロナウイルスに感染して休演が長く続いて仕切り直しが必要なため王者の谷嵜が返上。12月、王座名をキング・オブ・コレガ王座に変更。12月25日、コレガプロレスコレガスタジオ大会で行われた第2代王座決定トーナメントに優勝したアンディ・ウーが第2代王者になった。
王座を巡る抗争メインストーリーの1つとして扱われて主に通常開催の木曜日から土曜日、通常開催以外の日曜日の特番などでタイトルマッチが行われている。
2023年6月2日、コレガスタジオが契約会社との都合で使用不能となってコレガプロレスは事実上活動休止状態により、空位となって事実上封印状態となる。

## 歴代王者

### CPW王座
| 歴代 | 選手       | 防衛回数 | 獲得日付      | 獲得場所                                                 |
| ---- | ---------- | -------- | ------------- | -------------------------------------------------------- |
| 初代 | 谷嵜なおき | 0        | 2021年8月15日 | コレガスタジオ 20人によるバトルロイヤルラダーマッチ 返上 |

### キング・オブ・コレガ王座
| 歴代  | 選手           | 防衛回数 | 獲得日付       | 獲得場所                |
| ----- | -------------- | -------- | -------------- | ----------------------- |
| 第2代 | アンディ・ウー | 6        | 2021年12月25日 | コレガスタジオ 大門寺崇 |
| 第3代 | 土肥こうじ     | 不明     | 2022年8月13日  | コレガスタジオ 封印     |

| サブスタブ | この項目は、まだ閲覧者の調べものの参照としては役立たない、書きかけの項目です。この項目を加筆・訂正などしてくださる協力者を求めています。このテンプレートは分野別のサブスタブテンプレートやスタブテンプレート（Wikipedia:分野別のスタブテンプレート参照）に変更することが望まれています。 |